# Ludwig Stockinger
Ludwig Stockinger (* 1947) ist ein deutscher Germanist und Hochschullehrer. Er war von 1994 bis 2011 Professor für Neuere deutsche Literaturwissenschaft an der Universität Leipzig, wo er zeitweise auch Dekan der Philologischen Fakultät sowie Direktor des Instituts für Germanistik war.
Seine Hauptforschungsgebiete sind die Literatur- und Wissensgeschichte der Aufklärung und der Romantik sowie die deutsche Wissenschaftsgeschichte.

## Veröffentlichungen
- Ficta Respublica: Gattunsgeschichtliche Untersuchungen zur utopischen Erzählung in der deutschen Literatur des frühen 18. Jahrhunderts. Tübingen: Niemeyer 1981.[5]
- Germanistische Literaturwissenschaft nach der deutschen Einheit. Berlin: Frank & Timme 2019.[5]
- Rhetorik und Metarhetorik in Aufklärung und Romantik: Theorie und Praxis der ‚Beredsamkeit‘ bei Gottsched, Wieland und in der Romantik. Berlin: De Gruyter 2023.[5]